# Șopite, Gabrovo
Șopite (în bulgară Шопите) este un sat în comuna Sevlievo, regiunea Gabrovo,  Bulgaria. 

## Demografie
Componența etnică a satului Șopite
     Bulgari (96,77%)
     Nicio identificare (3,22%)
     Altele (0%)
La recensământul din 2011, populația satului Șopite era de 31 locuitori. Din punct de vedere etnic, majoritatea locuitorilor (96,77%) erau bulgari. Pentru 3,22% din locuitori nu este cunoscută apartenența etnică.